# Sigismund Wilhelm von Gähler
Sigismund Wilhelm von Gähler (20. oktober 1706 i Haag – 28. december 1788) var en dansk adelig og overpræsident i Altona.
S.V. von Gähler var broder til Peter Elias von Gähler, og blev født i Haag. Han studerede udenlands, blev 1734 stabssekretær ved det hjælpekorps, der under general Mørner stødte til den tyske Rigsarmé ved Rhinen under Polske Arvefølgekrig.
Han blev i London i 1742 optaget som frimurer af den ansete frimurer John Theophilus Desaguliers, og blev selv stormester af den københavnske loge St. Martin i marts 1744.
Han blev kancelliråd, 1747 generalkrigskommissær i Slesvig og Holsten, konferensråd, 1757 envoyé extraordinair i Konstantinopel, i hvilken egenskab han gennemførte afslutningen af en traktat mellem Danmark og Osmanniske Rige, og det var muligvis også ham der introducerede frimureriet i dette land.
Gähler blev i 1767 overpræsident i Altona. Samme år blev han Ridder af Dannebrog, 1768 gehejmeråd, 1770 dekoreret med Ordenen de l'Union Parfaite, 1771 tillige kommissarius ved Tallotteriet.
Gift 1728 med Jeanne Antoinette de la Mare (død 20. juli 1780). Han roses for sin velvillige karakter og sin omsorg for Altonas opkomst.